# Contenda
Contenda là một đô thị thuộc bang Paraná, Brasil. Đô thị này có diện tích 299,037 km², dân số năm 2007 là 15509 người, mật độ 49,2 người/km².